# Четырёхкратный залп
Четырёхкратный залп — приём линейного стрелкового боя XVII—XVIII веков.
Применялся во фронтальном линейном бою исключительно для отбития атак пехоты неприятеля.
Достаточно сложен в применении и требовал от личного состава батальона высокой выучки и подготовки.
Способ применения:
- Батальон статически строился в восемь шеренг.
- 1-я и 2-я шеренги вставали на колено.
- 3-я и 4-я шеренги стреляли в сторону противника; разрядив оружие, вставали на колено, начиная перезаряжание;
- 5-я и 6-я шеренги стреляли в сторону противника; разрядив оружие, вставали на колено, начиная перезаряжание;
- 7-я и 8-я шеренги стреляли в сторону противника; разрядив оружие, вставали на колено, начиная перезаряжание;
- 1-я и 2-я шеренги вставали в рост и стреляли: 1-я шеренга от бедра, вторая с плеча.

Характерным признаком данного приема являлся последовательный неприцельный массированный огонь всей линии батальона.